# Liste der Beiträge für den besten fremdsprachigen Film für die Oscarverleihung 1961
Die folgenden 12 Filme, alle aus verschiedenen Ländern, waren Vorschläge in der Kategorie Bester fremdsprachiger Film für die Oscarverleihung 1961. Die hervorgehobenen Titel waren die fünf letztendlich nominierten Filme, welche aus den Ländern Frankreich, Italien, Jugoslawien, Mexiko und Schweden stammen. Der Oscar ging schließlich an das schwedische Rachedrama Die Jungfrauenquelle von Ingmar Bergman.
Zum ersten Mal nahm Brasilien am Wettbewerb teil.

## Beiträge
| Land                          | Deutscher Verleihtitel   | Sprache(n)     | Originaltitel                        | Regisseur(e)                           | Ergebnis        |
| ----------------------------- | ------------------------ | -------------- | ------------------------------------ | -------------------------------------- | --------------- |
| Vereinigte Arabische Republik | Teenager                 | Arabisch       | المراهقات (Almurahikat)              | Ahmed Diaeddin                         | Nicht nominiert |
| Brasilien                     | Das Ende der Cangaceiros | Portugiesisch  | A Morte Comanda o Cangaço            | Carlos Coimbra, Walter Guimarães Motta | Nicht nominiert |
| BR Deutschland                | Faust                    | Deutsch        | Faust                                | Peter Gorski                           | Nicht nominiert |
| Frankreich                    | Die Wahrheit             | Französisch    | La Vérité                            | Henri-Georges Clouzot                  | Nominiert       |
| Hongkong                      | Qiannü Youhun            | Mandarin       | 倩女幽魂 (Qiannü Youhun)             | Li Han-Hsiang                          | Nicht nominiert |
| Indien                        | Mughal-e-Azam            | Hindi, Urdu    | मुग़ल-ए आज़म / مغلِ اعظم (Mughal-e-Azam) | K. Asif                                | Nicht nominiert |
| Italien                       | Kapo                     | Italienisch    | Kapò                                 | Gillo Pontecorvo                       | Nominiert       |
| Japan                         | Spätherbst               | Japanisch      | 秋日和 (Akibiyori)                   | Ozu Yasujirō                           | Nicht nominiert |
| Jugoslawien                   | Der neunte Kreis         | Serbokroatisch | Deveti krug                          | France Štiglic                         | Nominiert       |
| Mexiko                        | Macario                  | Spanisch       | Macario                              | Roberto Gavaldón                       | Nominiert       |
| Schweden                      | Die Jungfrauenquelle     | Schwedisch     | Jungfrukällan                        | Ingmar Bergman                         | Gewonnen        |
| Spanien                       | Brot und Blut            | Spanisch       | A las cinco de la tarde              | Juan Antonio Bardem                    | Nicht nominiert |